# Kapellen (Gemeinde Neuberg an der Mürz)
Kapellen ist ein Ort im Oberen Mürztal in der Steiermark wie auch Ortschaft und Katastralgemeinde der Gemeinde Neuberg an der Mürz im Bezirk Bruck-Mürzzuschlag.
1849–2014 bildete Kapellen eine eigenständige Gemeinde. Seither wird es als Ortsteil der Gemeinde geführt.

## Geografie
Kapellen befindet sich etwa 37 Kilometer nordöstlich von Bruck an der Mur, 5 km nordwestlich von Mürzzuschlag. Es liegt am Oberlauf der Mürz in den Mürzsteger Alpen, einem Teil der Nördlichen Kalkalpen. Im Westen erhebt sich die Veitschalpe (1981 m ü. A.), im Norden die Schneealpe (1903 m ü. A.), im Nordosten die Raxalpe (2007 m ü. A.).
Das Dorf Kapellen  liegt Mürzabwärts 4 km südöstlich von Neuberg an der Einmündung des Altenberger Baches in die Mürz, beiderseits des Flusses in einer Weitung auf um die 700 m ü. A. Höhe. Der Ort umfasst als eigenständige Ortschaft etwa 180 Adressen mit etwa 430 Einwohnern, dazu gehören auch die beiden kleinen Ortslagen Auhof weiter Mürzabwärts und Bärntal östlich oberhalb. Nach Alpl ist Kapellen die zweitgrößte Ortschaft der Gemeinde.
Die Katastralgemeinde Kapellen ist mit 4461 Hektar und gut 13 1⁄2 km Ausdehnung viel umfassender: Sie erstreckt sich in Richtung Osten und Norden über die Große Scheibe (1473 m ü. A.) und den Trattekogel (1565 m ü. A.), die niederösterreichische Landesgrenze entlang über die Preiner Gscheid (1070 m ü. A.), um den Dreimarkstein (1948 m ü. A.) zum Gamseck (1857 m ü. A.) und hinunter in das vordere Altenbergertal. Damit gehört der Gutteil des Rax-Plateaus zum Kapellener Gebiet, die höchste Erhebung des Gebietes ist die Heukuppe mit 2007 m ü. A. Südlich gehört noch der Dietlergraben zwischen Mahdtalkogel (1228 m ü. A.) und Kreuzschober (1410 m ü. A.) bis zur Einsattelung Farrenboden (ca. 1400 m), schon am Rosskogel über Langenwang, dazu.

Zu diesem Katastralgebiet gehören auch die Ortschaften Stojen und Raxen Richtung Preiner Gscheid, einschließlich einiger Hütten auf der Rax.
Durch den Ort führt die B23 Lahnsattelstraße, die Straße des oberen Mürztals, dann weiter über den Lahnsattel zur B21 führt, die  das Mariazellerland mit dem Traisental verbindet. Nach Osten geht die L103/L135 Preinergscheidstraße hinüber in das mittlere Schwarztal bei Reichenau an der Rax.
Kapellen liegt im Naturpark Mürzer Oberland.

### Nachbarortslagen
| Neuberg (KG) ∗                                 | Altenberg (KG) Greith (O, KG Altenberg)                                    | Schwarzau im Gebirge (KG, Gem. Schwarzau i.Geb., Bez. Neunk., NÖ) Klein- und Großau (KG, Gem. Reichenau a.d.Rax, Bez. Neunk., NÖ) |
| Lechen (O, KG Neuberg) Hirschbach (O Lechen) ∗ | Kompassrose, die auf Nachbargemeinden zeigt                                | Stojen (O) Prein (KG, Gem. Reichenau a.d.Rax, Bez. Neunk., NÖ) Bärntal                                                            |
| Hönigsberg (KG, Gem. Langenwang)               | Auhof Kohleben (O, Gem. Mürzzuschlag) Eichhornthal (KG, Gem. Mürzzuschlag) | Schöneben-Spital (KG, Gem. Spital a.Sem.) Mürzzuschlag (KG, Gem. Mürzzuschlag)                                                    |

∗ Die KG Neuberg zieht sich bis in den Südwesten an die Grenze von Langenwang

## Geschichte
In der Bleiweißgrube bei Kapellen fand man eine Speerspitze aus der letzten Zwischeneiszeit (183.000 bis 118.000 v. Chr.). Das ganze Gebiet war damals von einem dichten Urwald, dem Cerewald, bedeckt. Nur die Gipfel der Rax und der Schneealm waren unbewaldet. Dieser Wald stellt sich bis in das Mittelalter geschlossen dar.
Die „Chapellen“ Hl. Margaretha an der oberen Mürz, die sicher schon zumindest im 12. Jahrhundert begründet wurde, wurde erstmals am 16. April 1329 urkundlich erwähnt. 1460 gingen Kirche und die angeschlossenen Güter in den Besitz von Stift Neuberg über. Nach Auflösung dieses Stiftes im Zuge der Josefinischen Reformen wurde Kapellen 1786 eine eigenständige Lokalkuratie und 1859 eine eigenständige Pfarre.

### Ehemalige Gemeinde

Kapellen südlich der Rax um 1877 (Aufnahmeblatt der Landesaufnahme)

Die vormalige Steuergemeinde Kapellen wurde mit Schaffung der Ortsgemeinden 1848/49 eine eigenständige politische Gemeinde. Sie gehörte bis 1902 zum Bezirk Bruck an der Mur, dann zum Bezirk Mürzzuschlag, und nach 2013 kurz zum neuen Bezirk Bruck-Mürzzuschlag.
Seit 2015 ist Kapellen im Rahmen der steiermärkischen Gemeindestrukturreform gemeinsam mit den vordem ebenfalls selbständigen Gemeinden Altenberg an der Rax und Mürzsteg in die Gemeinde Neuberg an der Mürz eingemeindet.
Die ehemalige Gemeinde entspricht der heute noch bestehenden Katastralgemeinde, mit den Ortschaften Kapellen, Raxen, Stojen.
Nachbargemeinden waren zuletzt von Norden ausgehend im Uhrzeigersinn: in Niederösterreich: Schwarzau im Gebirge, Reichenau an der Rax; in der Steiermark: Spital am Semmering, Mürzzuschlag, Langenwang, Neuberg an der Mürz und Altenberg an der Rax.
Politik
Der Gemeinderat hatte zuletzt 9 Mitglieder, Sitzverteilung seit der Gemeinderatswahl 2010 war 5 SPÖ, 4 ÖVP.
Letzter Bürgermeister war bis 31. Dezember 2014 Reinhard Tesch (SPÖ).
Wappen
|  | Blasonierung (Wappenbeschreibung): Schildfüllend eine wachsende silberne gotische Kapellenwand, gegliedert in Schattenfarbe durch vier zweifach getreppte Strebepfeiler, deren äußere an die Schildränder stoßen; in den Flanken blau durchbrochen je ein zweibahniges Maßwerkfenster, im mittleren rot durchbrochenen Fenster ein gestürzter silberner Drache. |

Die Verleihung des Gemeindewappens war mit Wirkung vom 1. Juni 1996 erfolgt. Es stellt die namengebende Ortskirche und das Heiligenattribut der Margarethe, den besiegten Drachen, dar. Mit der Gemeindefusion wurde es als solches hinfällig.

## Kultur und Sehenswürdigkeiten

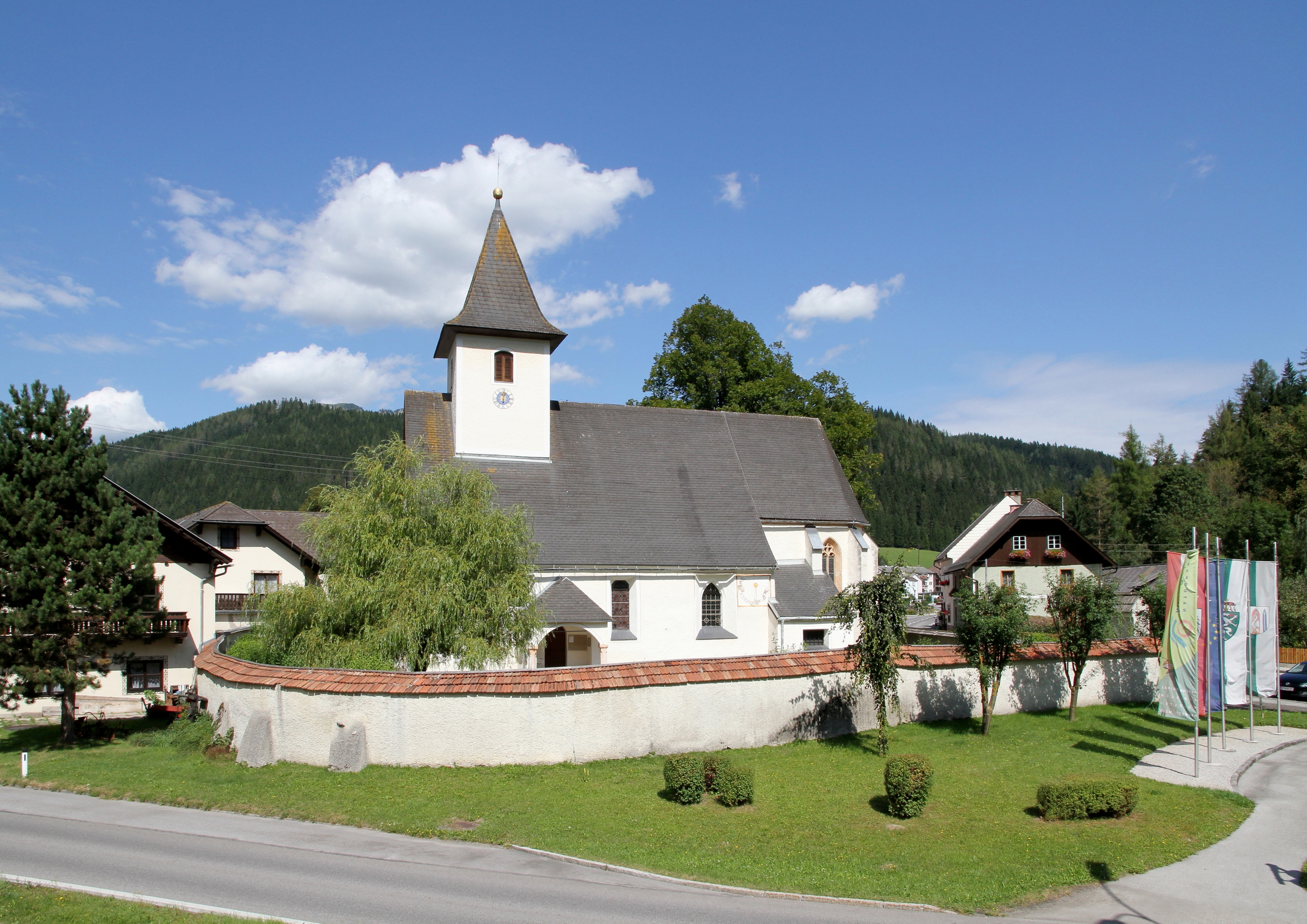
Pfarrkirche Kapellen an der Mürz

- Katholische Pfarrkirche Kapellen an der Mürz hl. Margaretha